# Иоанн (ландграф Нижнего Гессена)
Иоанн (около 1278 — 16/22 февраля 1311) — ландграф Нижнего Гессена с 1308 по 1311 год. Иоганн был сыном первого ландграфа Гессена и основателя гессенской династии Генриха I Дитя и его второй жены Мехтильды дочери Дитриха V/VII, графа Клеве.

## Внутрисемейные дела
В 1274 году умерла первая жена Генриха I Гессенского Адельгейда и он к 1276 году женился на Мехтильде Клевской. И в том и в другом браки родились сыновья (в первом Генрих Младший и Оттон, во втором Иоанн и Людвиг). Под влиянием Мехтильды Клевской Генрих I Дитя решил разделить землю между первенцами в каждом из браков (Генрихом Младшим и Иоанном), а двух других сыновей (Оттона и Людвига) сделать священниками. Ради Иоанна, которому предназначался Нижний Гессен, он активно совершал покупки в регионе стремясь расширить владения там. Благодаря искусной дипломатии Генрих I Дитя в Нижнем Гессене у графов Витгенштейн, Вальдек и Дасселя, а также епископства Падерборн приобрёл Шартенберг, Гребенштейн, Трендельбург, Рейнхардсвальд и Ванфрид. С 1284 года Генрих I Гессенский стал привлекать Генриха Младшего к управлению страной. Мехтильда Клевская добилась от мужа, чтобы Иоанн с 1296 года также стал соправителем Гессена. Планами Генриха I Гессенского по разделу страны были недовольны его сыновья от первого брака, в основном Оттон. Конфликт перерастал в войну. Генрих Младший и Оттон подняли восстание против отца. 4 июля 1296 года король Адольф Нассау в Франкфурте утвердил раздел Гессена. После смерти Генрих I Гессенского его старший сын Генрих Младший должен был получить большую часть Верхнего Гессена около Марбурга, небольшая часть Верхнего Гессена доставалась Оттону, а Нижний Гессен с Касселем и Гуденсбергом получал Иоанн.

## Правление
В 1308 году умер Генрих I Дитя и Иоанн начал править один. В 1309 году Иоанн захватил Альбрехта II Брауншвейгского, и своего тестя вернуть Гуденсберг, который был у тестя в залоге. В августе 1309 года Император Генрих VII назначил Иоанна защитником вольных имперских городов Мюльхаузена, Нордхаузена и Гослара. Маркграф Тюрингии Фридрих I расценил это как вторжения и взялся за оружие, чтобы остановить вторжение. В ходе войны Иоанну пришлось отступить в Кассель, где 16 или 22 февраля 1311 году заболел и умер от «чумы» , а осенью 1311 от этой эпидемии умерла его жена. После смерти Иоанна Нижний Гессен перешел к Оттону I.

## Семья
В 1306 году Иоанн женился на Аделаиде Брауншвейг-Люнебургской (-осень 1311), дочери герцога Альберта II Брауншвейгского.
В браке родилась дочь, Елизавета (- 1339); она вышла замуж за Оттона VI фон Оксенштейна.

## Комментарии
1. ↑  Hessische Biografie именует болезнь, "Pest", то есть, "чума", но Черная смерть в Европе появится, лишь в 1340-е годы, а значит весьма вероятно речь ид1т об иной эпидемии